# Blind River (vattendrag i Ontario)
Blind River är ett vattendrag i Kanada som mynnar i Huronsjön. Det ligger i Algoma District i provinsen Ontario, i den sydöstra delen av landet, 600 km väster om huvudstaden Ottawa. Blind River har sina källor i ett antal mindre insjöar ungefär 42 kilometer norr om staden Blind River. Älven rinner åt sydväst genom en serie små sjöar och rinnsträckor fram till nordvästra hörnet av insjön Matinenda Lake. Det är den största sjön i Blind Rivers avrinningsområde. Mellan Matinenda Lake och Chiblow Lake är älven reglerad med en damm. Från Chiblow Lake rinner Blind River igenom två vattenkraftverk och en rad mindre insjöar. Efter Lake Duborne tillstöter det största biflödet, Potomac River från höger. Blind River rinner slutligen igenom staden Blind River och det sista vattenkraftverket till Lake Hurons North Channel. Blind River har två utloppsarmar till Huronsjön. En som löper genom centrum av staden Blind River och en som går väster om staden genom träskmark. Avrinningsområdet är cirka 1052 kvadratkilometer stort.